# Evangelische Kirche (Bergisch Neukirchen)

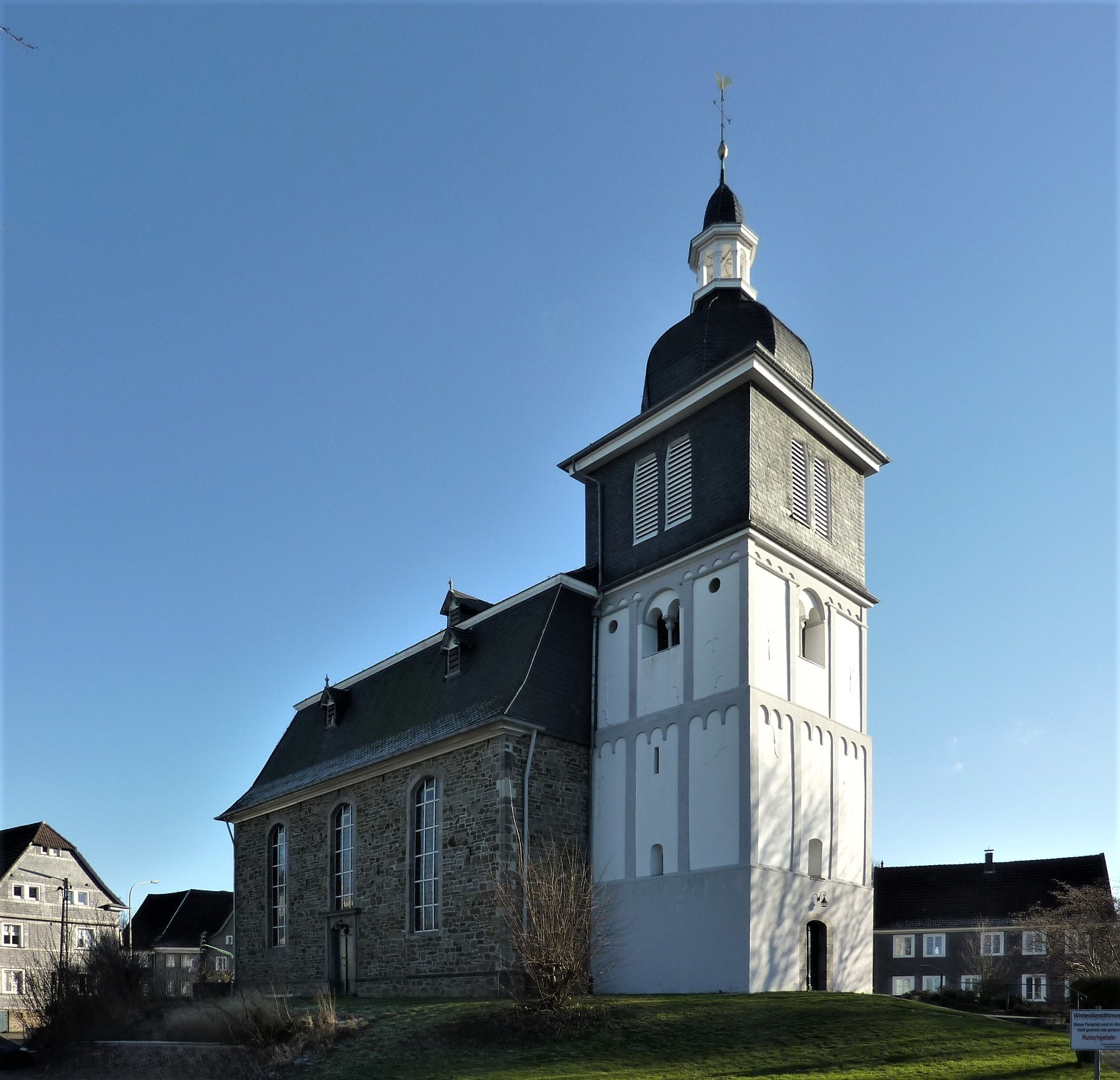
Evangelische Kirche Bergisch Neukirchen

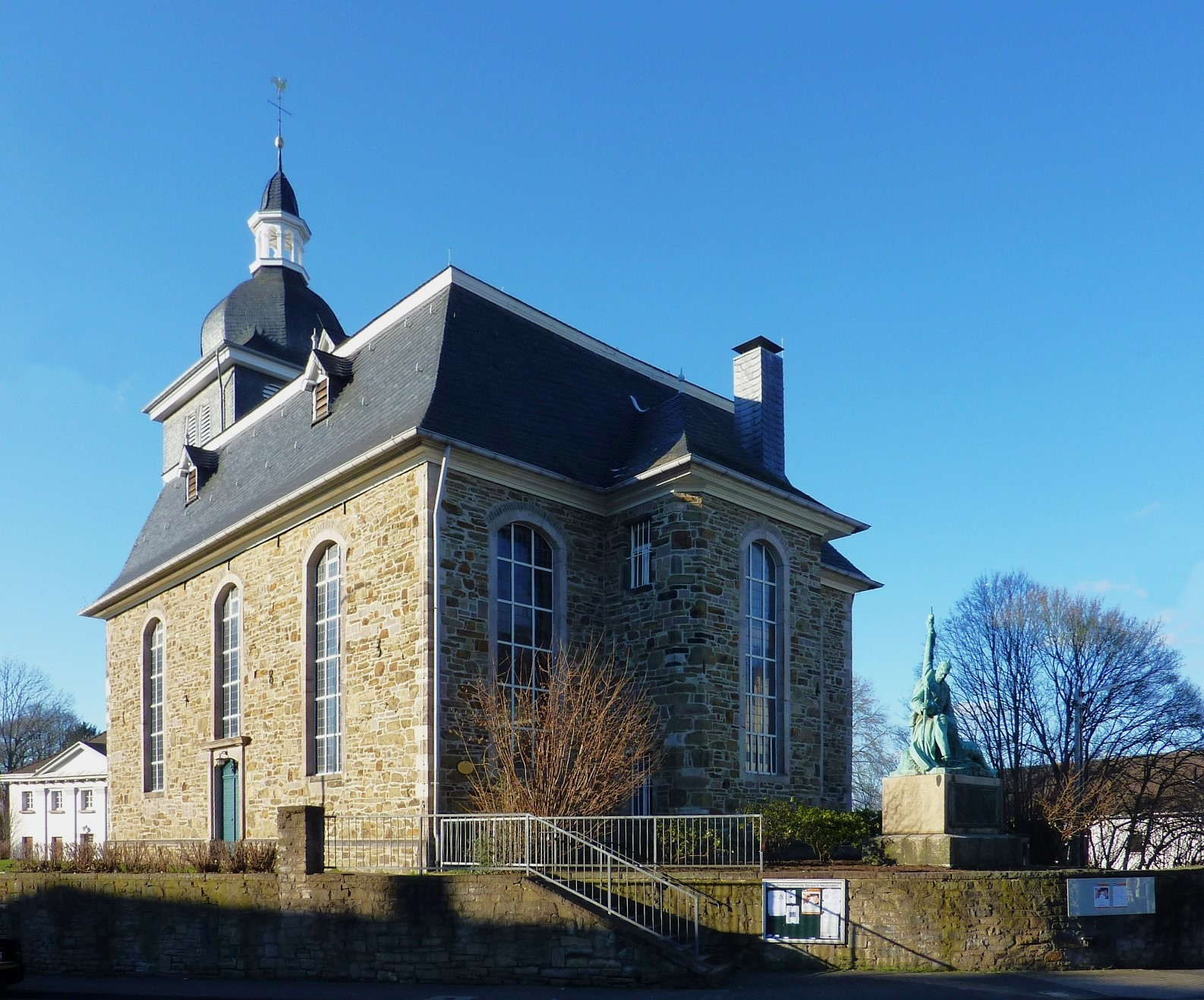
Ansicht von Südost

Die Evangelische Kirche Bergisch Neukirchen ist ein evangelischer Sakralbau im Leverkusener Stadtteil Bergisch Neukirchen. Sie ist Sitz der gleichnamigen Gemeinde im Evangelischen Kirchenkreis Leverkusen, die zum Kirchenkreis Leverkusen der Evangelischen Kirche im Rheinland gehört.

## Geschichte
Die erste urkundliche Erwähnung der Kirche, die unter dem Patrozinium des heiligen Georg stand, erfolgte in einer Urkunde für das Kölner Stift St. Gereon aus dem Jahr 1223. Das Gereonsstift besaß das Patronat über die Kirche. Der Turm wurde im 13. Jahrhundert im romanischen Stil errichtet. Das heutige Kirchenschiff wurde in den Jahren 1781–1783 vom Düsseldorf Architekten Johann Joseph Erb unter Pfarrer Peter Christoph Scheibler (1744–1814) erbaut. Die „feyerliche Einweihung“ fand 19. Dezember 1784 statt. Im Jahre 1911 wurde nach den Plänen des Architekten Peter Klotzbach der Turm um ein weiteres Geschoss erhöht und es wurde die verschieferte Haube aufgesetzt.